# Il semplice
Il semplice è stata una rivista italiana di argomento letterario, uscita aperiodicamente in 6 numeri tra il 1995 e il 1997. Suoi principali animatori furono gli scrittori Ermanno Cavazzoni e Gianni Celati, insieme a Daniele Benati, Ugo Cornia e Maurizio Salabelle.
Sottotitolata "almanacco delle prose", nasceva dal progetto Viva voce, un ciclo di letture pubbliche, incontri e riflessioni tenutisi a Modena presso la Fondazione Collegio San Carlo a partire dal 1992.
Tutti i numeri sono aperti da un anonimo "Catalogo delle prose secondo la specie", assai poco sistematico e con spunti comici. La rivista era stampata da Feltrinelli, con in copertina delle riproduzioni di antiche illustrazioni di vegetali.

## Volumi

### I
Il primo numero (settembre 1995), illustrato con ritratti immaginari di Don Chisciotte, è a cura di Ermanno Cavazzoni, e contiene racconti di Daniele Benati, Cavazzoni, Gianni Celati, Stefano Benni, Antonio Delfini, Luigi Malerba, Alberto Coppari, Enzo Fabbrucci, Ugo Cornia, Roberto Valentini, Giorgio Manganelli, Ginevra Bompiani, Rocco Brindisi, Learco Pignagnoli e Aldo Jonata, oltre a una traduzione di Cavazzoni da papa Gregorio Magno, una di Celati da Nathaniel Hawthorne e una di Marianne Schneider da Novalis, nonché la trascrizione orale di un'autobiografia di un certo Pellegrino Vignali, scultore dell'Appennino emiliano, raccolta da Alfredo Gianolio nel 1976. Chiudono il numero delle riflessioni di Cavazzoni e Celati sul senso del fare letteratura (nella sezione Discorsi di metodo).

### II
Il secondo numero (gennaio 1996), illustrato con ritratti immaginari di Oblomov, è a cura di Cavazzoni e Jean Talon, e contiene racconti di Celati, Bompiani, Cornia, Talon, Benni, Manganelli, Valentini, Pignagnoli, Benati, Fabbrucci, Cavazzoni (ispirato a Teodoreto di Cirro), Ero Zoni, Gianfranco Anzini, Gian Ruggero Manzoni, Carlo Gregori, Maurizio Salabelle, Augusto Frassineti, Federico Fellini (un suo ricordo di Walt Disney a cura di Vincenzo Mollica), Paolo Morelli, oltre alla trascrizione di una nota autobiografica di un certo Serafino Valla, raccolta da Gianolio, nonché alcune pagine di Henri Michaux (tradotto da Celati e Talon) e di Dashiell Hammett (tradotto da Celati). I Discorsi di metodo ospitano uno scritto di Ivan Levrini, uno di Schneider e uno anonimo intitolato Discorso di uno che si è insinuato di nascosto sul palco delle autorità (fatto durante la presentazione della rivista a Modena il 24 settembre 1995).

### III
Il terzo numero (maggio 1996), illustrato con ritratti immaginari di Robinson Crusoe, è a cura di Michelina Borsari e Celati, e contiene racconti di Delfini, Morelli, Manganelli, Benati, Bompiani, Cornia, Gian Ruggero Manzoni, Salabelle, Cavazzoni (che traspone Teofilo Folengo), Paolo Bascheri, Anna Maria Ortese, Paolo Ruffilli, Wilmer Accetti, Franco Arminio, Alessandro Carrera, Emilia Cirillo, Antonio Prete (sui disastri della critica), oltre alla trascrizione di un racconto di Pietro Ghizzardi (1906-1986), pittore (raccolto da Gianolio), e di Giacomo Cangemi (raccolto da Celati), tre lettere di pazienti del manicomio di Reggio Emilia (raccolte da Cavazzoni), un estratto da Adolf Wölfli (traduzione di Edgardo Frau), e uno da William Blake (traduzione di Celati), una novella di Flann O'Brien (tradotta da Benati) e una memoria di Susan Sontag (tradotta da Celati), poi un ricordo di Enzo Melandri (di Celati e Levrini) e un brano finale del 1848 di Søren Kierkegaard (tradotto anonimamente dalla redazione).

### IV
Il quarto numero (ottobre 1996), illustrato con ritratti immaginari del Barone di Münchhausen, è a cura di Cavazzoni e Cornia e contiene racconti di Benati, Cornia, Pignagnoli, Valentini, Benni, Cavazzoni, Zoni (sull'arte surrealista), Aurelio Grimaldi, Ermanna Montanari, Antonio Tabucchi, Dino Baldi, Teodoro Bacchetti, Erika Martelli, Carolina Melik, Renzo Butazzi, ricordi d'infanzia di Roberto Citran, Virginio Rinaldi e Enrico Farina, la trascrizione notarile (a cura di Cavazzoni) delle ultime 12 ore in cella di Girolamo Berti (nel 1850) e dei ricordi di una certa Emilde Vacondio (raccolti da Gianolio), un monologo su Dio di Roberto Benigni (trascritto da Gianolio con gli atti del processo per vilipendio alla religione che seguirono lo spettacolo nel 1983, da cui l'attore riuscì assolto), un racconto di Tony Cafferky (tradotto da Benati) e due storie da calendario di Johann Peter Hebel (introdotte da Schneider e tradotte da Celati).

### V
Il quinto numero (febbraio 1997), illustrato con ritratti immaginari del paladino Astolfo, è a cura di Benati e contiene racconti di viaggio di Cavazzoni in India, Eugenia Bassi nel deserto del Sahara, e del fotografo Luigi Ghirri (con una nota di Mauro Sargiani sui suoi paesaggi), c'è poi una sezione di cinque vecchie lettere (trovate da Gianolio), di cui due a Cesare Zavattini, due altri resoconti di viaggio in Oriente (a cura di Giorgio Casacchia e di Jean Talon), racconti di Manganelli, Gian Ruggero Manzoni, Accetti, Pignagnoli, Zoni, Brindisi, Luigi Anania, Ercole Bazzani, Giorgio Messori e Cafferky (tradotto da Benati e Celati).

### VI
Il sesto numero (maggio 1997), illustrato con ritratti immaginari di Simplicius Simplicissimus, è a cura di Celati e Schneider e contiene racconti di Benati, Cornia, Salabelle, Prete, Butazzi, Bazzani, Manganelli, Gian Ruggero Manzoni, Morelli, Messori, Baldi, Valentini, Giulia Niccolai, Ottorino Ferrari (in ascolto con le voci dell'aldilà), Maria Sebregondi, Francesca Cardarelli, un'opera di Samuel Beckett (nella traduzione di Celati), frammenti di paradossografi greci (a cura di Baldi), una lettera del sacerdote Alessandro Tugnoli (1898) e del militare Pietro Viallet (1881), una del cabarettista Karl Valentin (tradotta da Cavazzoni e Schneider), una lode dell'attore Benigni (di Arrigo e Fausta Trabucca), delle brevi prose di Jean-Paul Curnier (tradotte da sé dal francese) e di Levrini e i Discorsi di metodo (scritti da Kleist, Blake e Kierkegaard e tradotti da Celati).